# Diaphananthe divitiflora
Diaphananthe divitiflora är en orkidéart som först beskrevs av Friedrich Fritz Wilhelm Ludwig Kraenzlin, och fick sitt nu gällande namn av Rudolf Schlechter. Diaphananthe divitiflora ingår i släktet Diaphananthe och familjen orkidéer. Inga underarter finns listade i Catalogue of Life.